# Rete tranviaria di Grudziądz
La rete tranviaria di Grudziądz è la rete tranviaria che serve la città polacca di Grudziądz, composta da due linee.